# Île de Chaumont

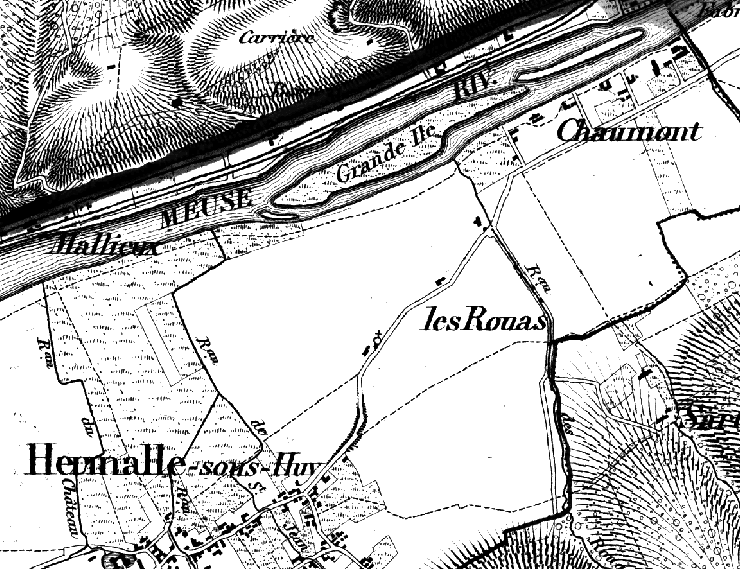
L'ile de Chaumont aussi dite Grande-ile.

L'ile de Chaumont était l'une des deux iles fluviales de la commune de Hermalle-sous-Huy, dans la province de Liège de l'actuelle Région wallonne.

## Dénomination
Dénommée « ile de Chaumont » au XVIIIe siècle dans la carte de Ferraris, elle s'appelle « Grande-ile » dans celle de Philippe Vandermaelen au XIXe siècle.

## Géographie
L'ile de Chaumont est la plus grande des deux iles qui se trouvaient au centre de la Meuse, à hauteur de Chaumont (rive droite) et de La Mallieue (rive gauche).

## Histoire
Les inondations étant fréquentes lors des crues du fleuve, les autorités décidèrent de canaliser la Meuse. Le travail, considérable, s'étala sur des décennies ; il provoqua en 1938 la disparition des iles d'Hermalle et celle de la Tour Malakoff, construite sur la rive droite par Charles Marie Louis de Potesta d’Engismont alors propriétaire du château de Hermalle-sous-Huy et de sa ferme castrale.

## Économie
La seconde édition du Dictionnaire géographique de la Province de Liège de Henri Del Vaux de Fouron précise, en 1841, qu'on y cultive du foin et des céréales tandis que sa voisine ne fournit que foin et osiers.  